# Wilaya de la Saoura
1962–1974
Entités précédentes :
- Département de la Saoura

Entités suivantes :
- Adrar
- Béchar

La wilaya de la Saoura était une division administrative algérienne formée en 1962 après l'indépendance du pays. Elle fait suite au département de la Saoura, dont elle reprend la superficie. En 1968, cette subdivision passe du statut de département à celui de wilaya.
Sa préfecture se situait à Béchar. La wilaya de la Saoura fut démantelée à partir de 1974 : Adrar, Béchar et Tindouf (en 1984, après avoir fait partie de la wilaya de Béchar).

## Organisation de la wilaya

### Walis
|    |                        |                 |                   |                     |
| N° | Wali                   | Début           | Fin               | Wilaya de naissance |
| 1  |                        | 17 juin 1962    | 6 juillet 1962    |                     |
| 2  |                        | 6 juillet 1962  | 8 octobre 1962    |                     |
| 3  |                        | 6 décembre 1962 | 8 août 1964       |                     |
| 4  | Rachid Ali Pacha       | 15 août 1964    | 21 juin 1965      |                     |
| 5  | Mohamed Zidani         | 21 juin 1965    | 17 septembre 1974 |                     |
| 6  | Mohamed Lamine Gherieb | 12 octobre 1970 |                   |                     |